# Pseudolotus villosus
Pseudolotus villosus är en ärtväxtart som först beskrevs av Ethelbert Blatter och F. Hallberg, och fick sitt nu gällande namn av Syed Irtifaq Ali och Dmitry Dmitrievich Sokoloff. Pseudolotus villosus ingår i släktet Pseudolotus och familjen ärtväxter. Inga underarter finns listade i Catalogue of Life.